# Mostrathing
Das Mostrathing war ein Thing auf der Insel Moster in Sunnhordland im heutigen westlichen Norwegen. Die Insel liegt auf der Nordseite des Bømlafjordes etwas landeinwärts.

## Der Name
Der Name hat einen etymologischen Zusammenhang mit dem lateinischen Wort mons = Berg. Allerdings hat die Insel keine hohen Berge im Vergleich zur Umgebung. Es kann sich daher nicht um die Höhe gehandelt haben. Vielmehr muss eine andere Besonderheit die Insel ausgezeichnet haben. Über die Verhältnisse Mosters zur Zeit Harald Hårfagres gibt die Øyrbyggja saga aus dem Anfang des 13. Jahrhunderts einigen Aufschluss: Þórólv Mostring war ein großer Verehrer des Gottes Thor. Er wanderte 884 nach Island aus und siedelte am Breiðafjörður und nannte das Land Þórsnes. Dort liegt ein Berg, den er Helgafell (Heiliger Berg) nannte. Þórólf gründete dort auch einen Thingplatz, das Þórsnes-Thing. Es spricht vieles dafür, dass er dort wiederholte, was er vorher auf Moster in Norwegen gehabt hatte, dass also der relativ kleine auf Moster ein heiliger Berg und dieser Berg für die Insel namensgebend gewesen ist.

## Das Mostrathing
Þórólf Mostring hatte ein Thing auf Moster. Ein Thing zu dieser Zeit hatte einen Gesetzesfelsen und eine Thingwiese, und diese musste gegen Osten gerichtet sein. Die Häuptlinge standen auf dem Felsen und wandten sich nach Osten, und unten stand das Volk und wandte sich gen Westen und sah zu den Häuptlingen auf. Aller Wahrscheinlichkeit lag der Gesetzesfelsen auf dem Gelände des Hofes Teigland nordöstlich der jetzigen alten Kirche dort. Dort dürfte nach heutiger Erkenntnis Olav Tryggvason auf dem Felsen seine Rede zum Thing gehalten haben, mit der er das Christentum vorstellte. 1024 hatte das Volk in Moster zwei besondere Ereignisse in der Erinnerung: Das eine war die Auswanderung Þórólf Mostrings, das andere die Rede Olav Tryggvasons im Jahre 995. Die kleine saga Ágrip (um 1190) sagt knapp: „Dort nahmen die Heiden das Christentum und Olav das Reich an.“ Er ließ dann dort die Kirche bauen, die dort noch steht. Der erste Pfarrer sei Thangbrand gewesen und Olav habe ihm den Hof gegeben. Das muss Teigland gewesen sein, ein Hof, der bis 1821 zur Pfarre gehört hat. Olav der Heilige gab auf den Rat von Bischof Grimkjell der Pfarre so viel weiteren Grundbesitz, dass sie davon neun Laup Butter einnahm. Die Kirche war offenbar die Hauptkirche von Hordaland zu dieser Zeit. Wie groß das Einzugsgebiet des Mostrathings im 9. Jahrhundert gewesen ist, weiß man nicht. Es kann sich um Hordaland und den nördlichen Teil von Ryfylke gehandelt haben. Im 10. Jahrhundert entsprach dann das Thinggebiet dem Bezirk, für den das Schiffsaufgebot festgesetzt wurde (skipreide), also Finnås (heute Teil von Bømlo), Stord und etwas von Fitjar. So blieb es bestehen bis 1927.

## Die Reichsversammlung von 1024
Im Jahre 1024 hielt Olav der Heilige zusammen mit seinem Bischof Grimkjell, ein Engländer und Neffe des Bischofs Sigvard, der unter Olaf Tryggvason Bischof in Norwegen gewesen war, eine Kirchenversammlung in Moster ab, bei der er die Christianisierung des Landes durchsetzte und die Organisation der Kirche in Norwegen festlegte. Ob es sich um eine Reichsversammlung, eine Reichs- und Kirchenversammlung möglicherweise nach englischem Vorbild oder um eine nur lokale Versammlung gehandelt hat, darüber herrscht in der Wissenschaft keine Einigkeit.
Der Vergleich der vier überlieferten Christenrechte im Gulathingslov, Frostathingslov, Borgarthingslov und Eidsivathingslov sind sich sehr ähnlich, wenn auch die Reihenfolge der behandelten Themen variiert. Das Gulathingslov ist am altertümlichsten. Aus diesem Vergleich lässt sich schließen, dass sie alle von einer Vorlage abstammen, die auf dem Mostarthing ausgearbeitet und dann den einzelnen Thingversammlungen zur Annahme vorgelegt wurde. Da dies in gewissen zeitlichen Abständen geschah und auch die religiösen Verhältnisse unterschiedlich waren, kam es zu Umstellungen im Text.
Daraus ergibt sich nach Robbestad, dass es sich bei der Reichsversammlung nur um eine beratende Versammlung handelte, die durch die Beteiligung aller Ratgeber des Reiches aus den anderen Thingbezirken die Akzeptanz des Gesetzes auf den anderen Thingen gewährleistete, nicht aber für diese verbindliche Beschlüsse fasste. Danach wurde dann für den Bezirk Mostar dieses Gesetz beschlossen. Es ist aber nicht erhalten.